# 한만춘 (교수)
한만춘(韓萬春 1921년 6월 26일 ~ 1984년 8월 5일) 연세대학교 명예교수, 과학자, 전기공학자

## 학력
- 1943 경성제국대학 전기공학과 졸업
- 1958 ∼ 1960 영국 노팅엄 대학교 대학원
- 1961 영국노팅엄 대학교 Ph.D 취득

## 주요경력
- 1947 ∼ 1950 서울대학교 교수
- 1962 ∼ 1984 연세대학교 교수, 이공대학장
- 1973 ∼ 1976 대한전기학회 회장

## 생애 및 업적

### 대한민국 전기공학 박사 1호.
1943년 경성제국대학(서울대학교) 전기공학부를 1회로 졸업하고, 바로, 조선전업(한국전력)에서 기획과장 및 발전과장으로 근무하면서 해방 후 북한의 갑작스러운 단전조치에 따른 한국의 심각한 전력난 극복에 나섰다. 1948년 27세의 젊은 나이로 서울대학교에서 조교수로 교육과 연구를 시작했으며, 1952년 전북대학교 공과대학에서 강의하고, 1955년부터 연세대학교 교수로 근무하면서 초대 공학부장, 이공대학장, 산업대학원장, 산업기술연구소장 등을 지냈으며, 재직중 전기공학부문에 많은 저서를 남겼다. 1961년 한국 최초의 원자력 국비 해외파견으로 영국 노팅엄 대학에 유학, 원자로의 제어분야에 공학박사학위를 취득했다.

### 부족한 전력문제 해결 위해 ‘배전 승압 사업’의 이론적 근거를 제시.
계통함수 값이 마이너스 영역의 특정 값에서 불안정하다는 이론을 증명하여 전력계통 분야에 제어공학 개념을 도입했다.
1970년대 초 낮은 배전전압(110V) 때문에 생기는 손실을 줄이기 위해 220/380V로 승압하는 정책 근거를 제공해 전력계통을 확충하고 1970년대 농촌·가정 전력보급의 전환점을 만들었다. 많은 국가가 아직 110V로 막대한 배전 손실을 안고 있어, 선진국에서 한국의 승압에 대해서 높이 평가하고 있다.

### 연세101[2], 한국 첫 아날로그 컴퓨터
1961년 '연세 101 아날로그 전자계산기'의 탄생에 공로 있음.
‘연세 101 아날로그 전자계산기’는 전력 계통의 안정도 개선 및 제어기 개발, 원자력 발전의 안정성 연구 등 많은 연구에 활용되면서 한국 전기전자공학 수준을 높였다. 석박사 논문 등은 물론, 전력분야해석 등 산업계 문제해석에도 폭넓게 활용되면서 많은 업적을 낳았고 부품과 시스템 제작과정, 제작기술, 제작결과가 논문으로 만들어졌으며, 한국 컴퓨터 기술의 토대를 마련했다. 과학기술분야에서는 드물게 대한민국의 국가등록문화재 제557호로 지정됐다.
대한전기학회 회장으로 초창기 전기공학교육의 기틀을 마련했으며, 대한전기학회 창립 회원(1947년), 대한전기학회 회장(1973~1977년)을 역임했으며, 세계전기표준위원회(IEC) 한국위원장을 역임했다.

## 상훈
- 1972 동탑산업훈장
- 1977 서울특별시 문화상
- 1981 국민훈장 동백장

## 참고자료
대한민국 과학기술유공자 홈페이지 
한국 전력산업 기반 닦은 故 한만춘 연세대 명예교수 